# Санкти Спиритус (провинция)
Санкти Спиритус  е провинция в Централна Куба. Населението ѝ е 465 078 жители (по приблизителна оценка от декември 2019 г.), а площта 6777 кв. км. Намира се в часова зона UTC-5. Телефонният ѝ код е +53 – 41. Административен център е град Санкти Спиритус.

## Административно деление
Разделена е на 8 общини. Някои от тях са:
1. Ла Сиерпе
2. Санкти Спиритус
3. Тринидад
4. Фоменто